# Noli me tangere
Pour les articles homonymes, voir Noli me tangere (homonymie).

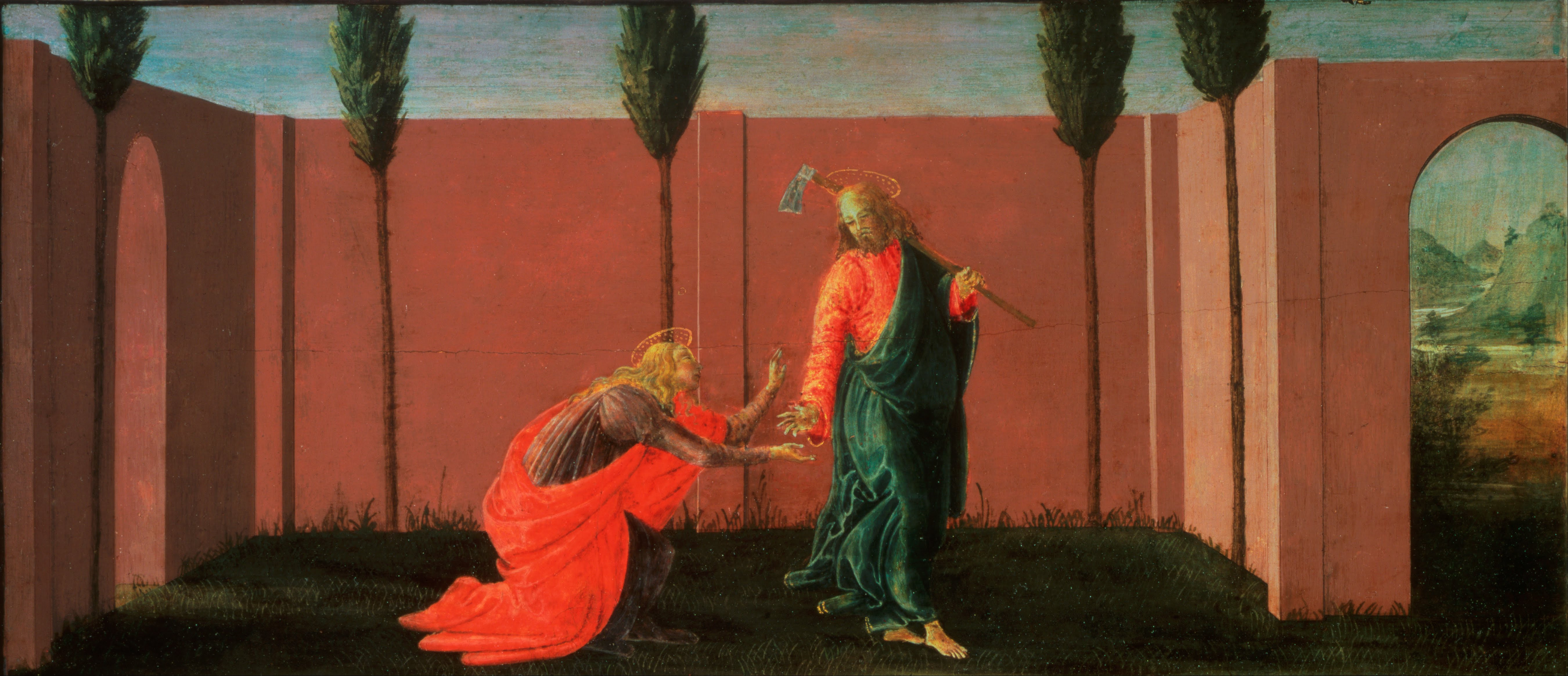
Par Sandro Botticelli, Philadelphia Museum of Art.

Par Hans Holbein le Jeune (1532-1533), château de Hampton Court.

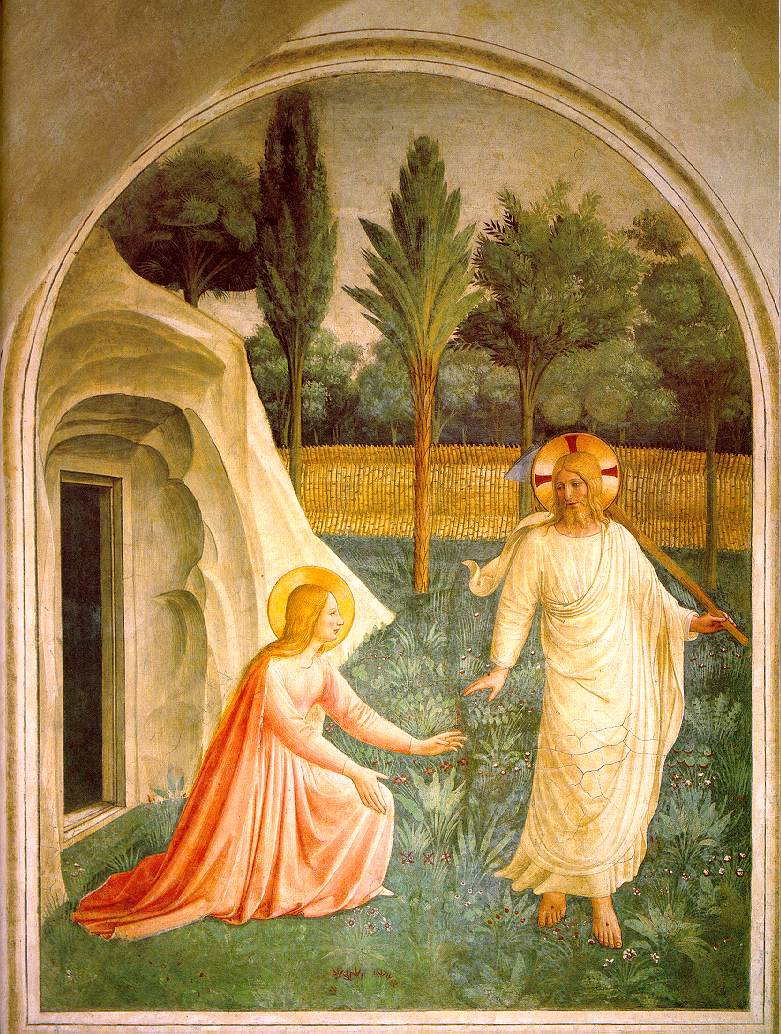
Par Fra Angelico, couvent San Marco.

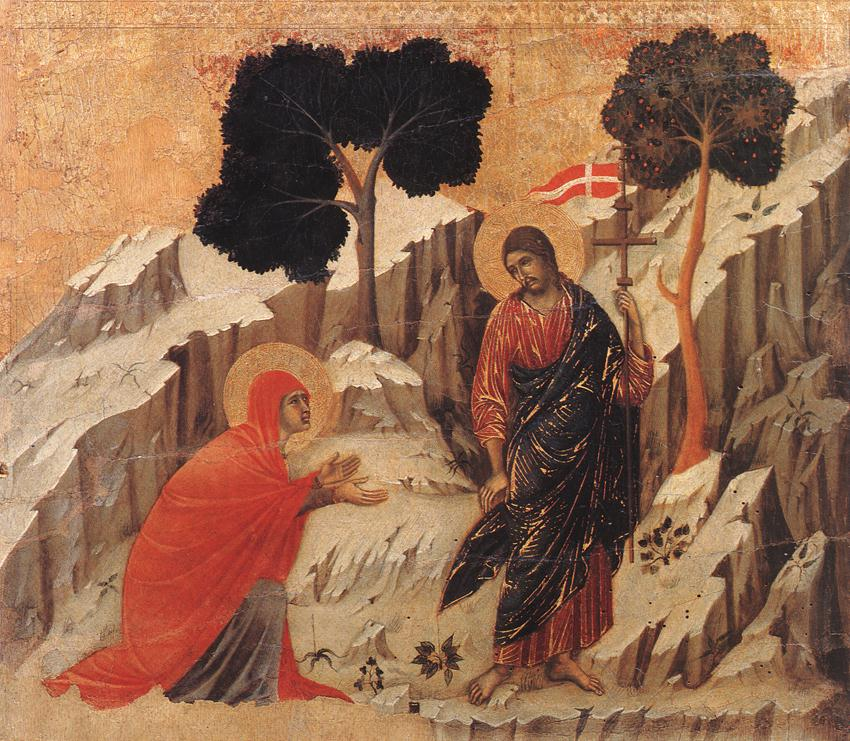
Par Duccio, Museo dell'Opera Metropolitana del Duomo de Sienne.

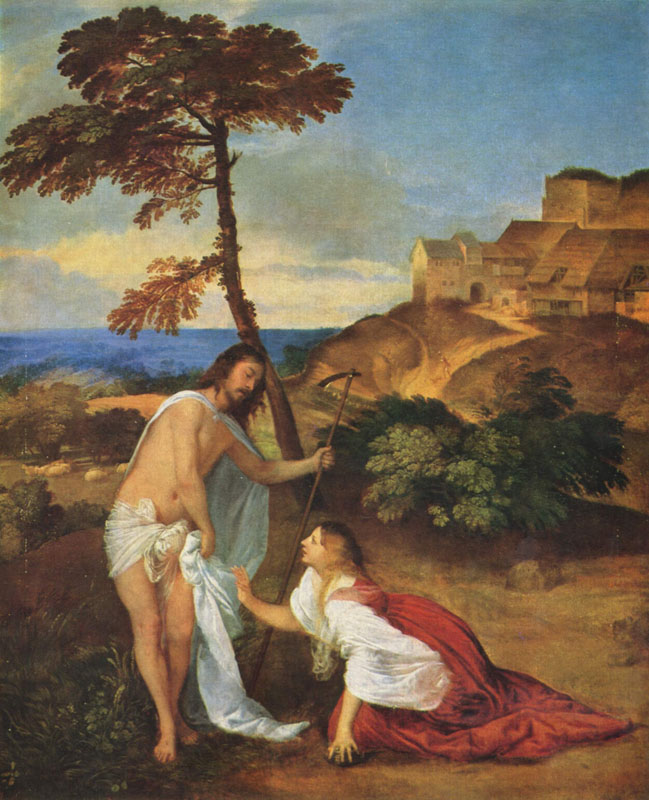
Par Titien (c. 1511–1515), National Gallery

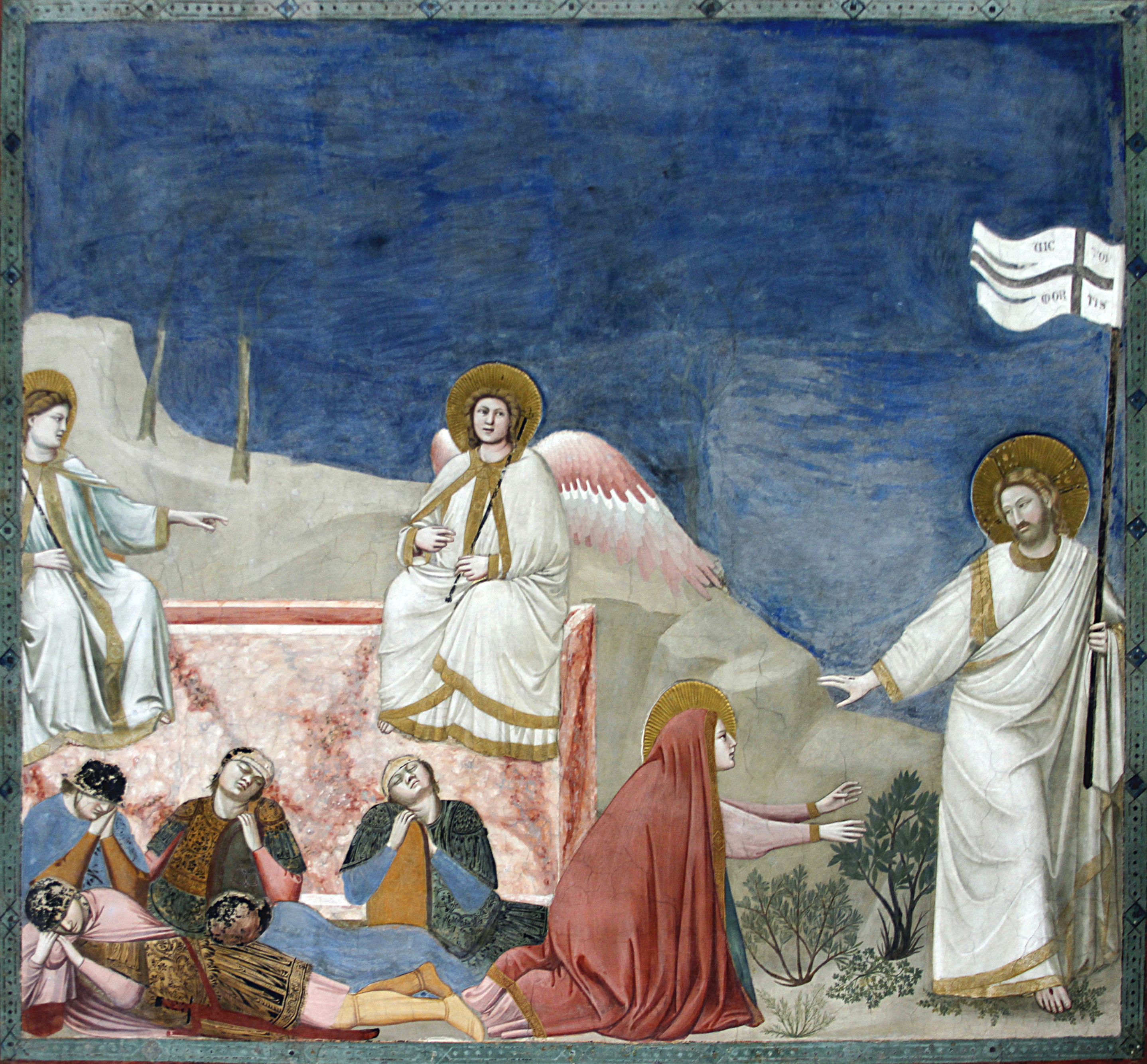
Par Giotto, Cappella Scrovegni, Padoue.

Par Hans Baldung, Hessisches Landesmuseum, Darmstadt.

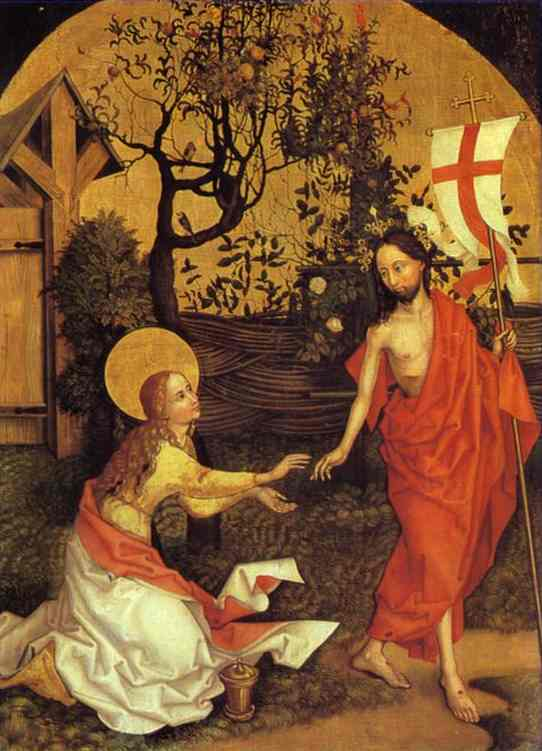
Par Martin Schongauer (1473), musée d'Unterlinden.

Noli me tangere (« Ne me touche pas ») est la traduction latine par saint Jérôme de l'adresse Μή μου ἅπτου (Mê mou haptou) dans l'Évangile selon Jean (Jn 20,17). L’adresse est faite par Jésus ressuscité à Marie Madeleine.

## Le texte biblique dans la traduction de saint Jérôme
1. «  Maria autem stabat ad monumentum foris, plorans. Dum ergo fleret, inclinavit se, et prospexit in monumentum » : 
Marie se tenait près du tombeau, au-dehors, tout en pleurs. Or, tout en pleurant, elle se pencha vers l'intérieur du tombeau
2. «  et vidit duos angelos in albis sedentes, unum ad caput, et unum ad pedes, ubi positum fuerat corpus Jesu. » : 
et elle voit deux anges, en vêtements blancs, assis là où avait reposé le corps de Jésus, l'un à la tête et l'autre aux pieds.
3. «  Dicunt ei illi : Mulier, quid ploras ? Dicit eis : Quia tulerunt Dominum meum : et nescio ubi posuerunt eum. » : 
Ceux-ci lui disent : « Femme, pourquoi pleures-tu ? » Elle leur dit : « Parce qu'on a enlevé mon Seigneur, et je ne sais pas où on l'a mis. »
4. «  Hæc cum dixisset, conversa est retrorsum, et vidit Jesum stantem : et non sciebat quia Jesus est. » : 
Ayant dit cela, elle se retourna, et elle voit Jésus qui se tenait là, mais elle ne savait pas que c'était Jésus.
5. «  Dicit ei Jesus : Mulier, quid ploras ? quem quæris ? Illa existimans quia hortulanus esset, dicit ei : Domine, si tu sustulisti eum, dicito mihi ubi posuisti eum, et ego eum tollam." : 
Jésus lui dit : « Femme, pourquoi pleures-tu ? Qui cherches-tu ? » Le prenant pour le jardinier, elle lui dit : « Seigneur, si c'est toi qui l'as emporté, dis-moi où tu l'as mis, et je l'enlèverai. »
6. «  Dicit ei Jesus : Maria. Conversa illa, dicit ei : Rabboni (quod dicitur Magister). » : 
Jésus lui dit : « Marie ! » Se retournant, elle lui dit en hébreu : « Rabbouni ! » - ce qui veut dire : « Maître ».
7. «  Dicit ei Jesus : Noli me tangere, nondum enim ascendi ad Patrem meum : vade autem ad fratres meos, et dic eis : Ascendo ad Patrem meum, et Patrem vestrum, Deum meum, et Deum vestrum. » : 
Jésus lui dit : « Ne me touche pas, car je ne suis pas encore monté vers le Père. Mais va trouver mes frères et dis-leur : “Je monte vers mon Père et votre Père, vers mon Dieu et votre Dieu.” »
8. «  Venit Maria Magdalene annuntians discipulis : Quia vidi Dominum, et hæc dixit mihi. » : 
Vient Marie de Magdala, qui annonce aux disciples : « J'ai vu le Seigneur et voilà ce qu'il m'a dit. »

## Interprétation
Selon certains auteurs tel Maurice Zundel, en demandant à Marie Madeleine de ne pas le toucher, Jésus indique qu'une fois la résurrection accomplie, le lien entre l'humanité et sa divine personne n'est plus physique, mais passe désormais par le lien de cœur et la communion eucharistique. « Il faut qu'Il établisse cet écart, il faut qu'elle comprenne (et toute l'humanité) que la seule voie possible, c'est la Foi, que les mains ne peuvent atteindre la personne et que c'est du dedans, du dedans seulement, que l'on peut s'approcher de Lui. »
De même, plus tard, lorsque l'apôtre Thomas tiendra à toucher les plaies de Jésus (et il lui permettra de le faire à cause de son incrédulité première), il lui déclarera néanmoins : « Heureux ceux qui croient sans avoir vu », car « Il sait que cela ne sert de rien ».

## Dans l'art
Noli me tangere est donné comme titre à de nombreux tableaux illustrant cette scène. Ils sont également nommés :
- l'Apparition à Marie Madeleine
- l'Apparition au tombeau
- le Christ jardinier, le Christ à la bêche

## Iconographie
De nombreux détails iconographiques font comprendre comment Marie Madeleine reconnaît finalement Jésus qu'elle connaissait (mais ces détails ne correspondent pas au texte de l’Évangile où elle ne reconnaît Jésus que quand il l'appelle par son nom. Voir Jean 20,16) :
- à son attitude ;
- à ses attributs vestimentaires (linceul ou manteau brodé ou de couleur rouge) ;
- au fait qu'il porte une croix en haut de son bâton ;
- au nimbe ou au halo qui l'enveloppe ;
- au lieu, en plein air ;
- aux personnages accessoires.

## Quelques peintres et sculpteurs ayant traité ce sujet
- Le Maître de la Résurrection , un maître anonyme de l'école de Rimini.
- Giotto, Cappella Scrovegni à Padoue, et en 1320 à la basilique San Francesco à Assise.
- Tilman Riemenschneider (1490-1492), Staatliche Museum, Berlin.
- Duccio (1308-1311), Museo dell'Opera Metropolitana del Duomo de Sienne.
- Fra Angelico (1440-1441), musée du couvent San Marco à Florence.
- Guillaume Barbe (1468/1469), chapelle saint-Jean-de-la-Nef, cathédrale Notre-Dame de Rouen.
- Federico Barocci (1590), Alte Pinakothek à Munich, et à la Galerie des Offices à Florence (1590).
- Martin Schongauer, musée Unterlinden, Colmar.
- Gregorio de Ferrari, Galleria di Palazzo Bianco, Gênes.
- Titien (vers 1514, National Gallery, Londres.

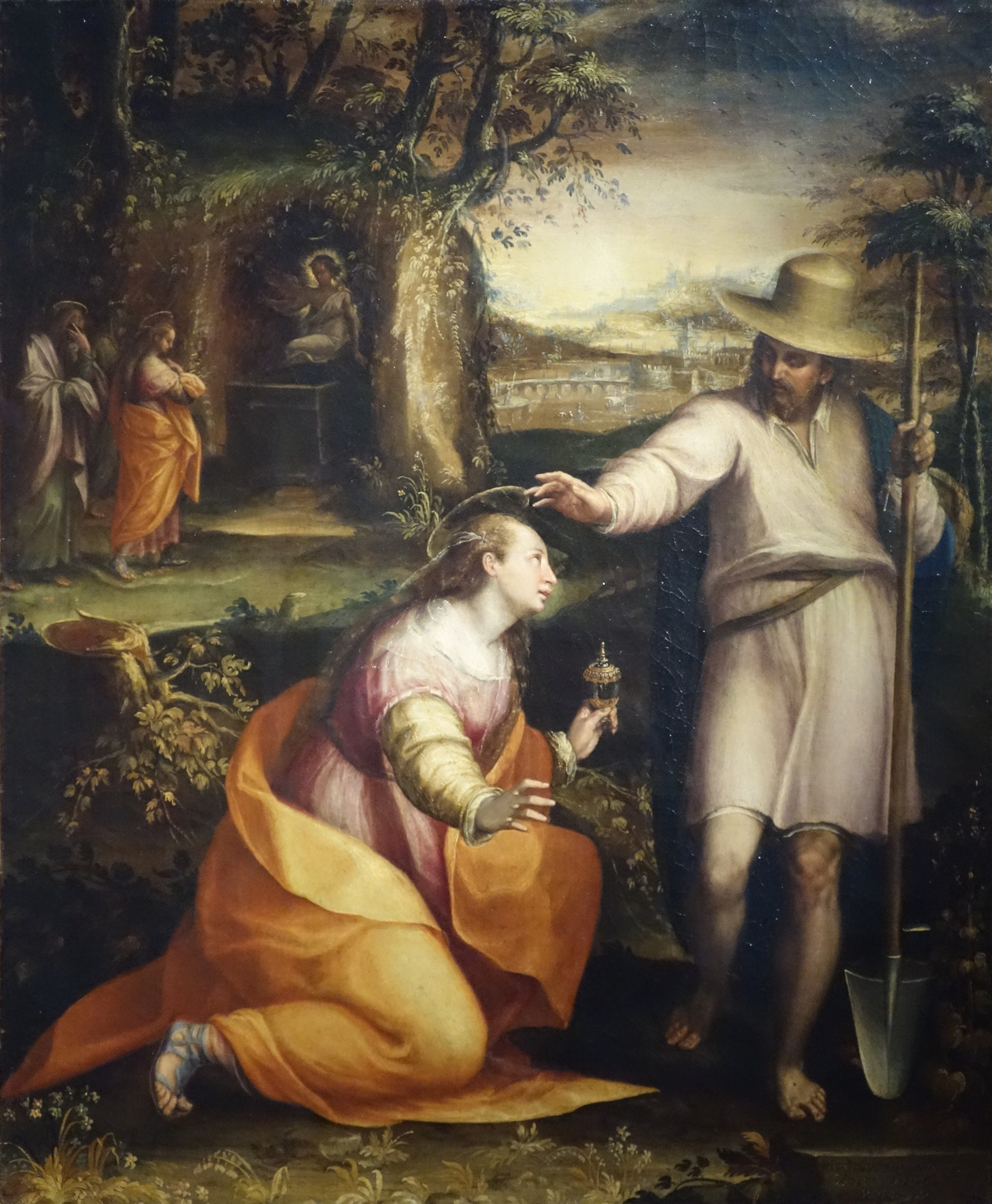
Par Lavinia Fontana (1581), galerie des Offices, Florence.

- Par Lavinia Fontana (1581), galerie des Offices, Florence.Lavinia Fontana (1581), Galerie des Offices, Florence.
- Nicolas Poussin (1653), musée du Prado, Madrid.
- Le Corrège (vers 1525), musée du Prado, Madrid.
- Bramantino (vers 1507), Pinacoteca del Castello Sforzesco, Milan.
- Battistello Caracciolo, Museo Civico, Prato.
- Hans Holbein (1524), Royal Collection, Hampton Court, Londres.
- Laurent de La Hyre (1656), musée de Grenoble.
- Bruegel le Jeune (1630), musée des beaux-arts de Nancy.
- Alonzo Cano (1640), musée de Budapest.
- William Etty (1834), Tate Britain, Londres.
- Lambert Sustris (entre 1548 et 1553), palais des beaux-arts de Lille.
- Hans Baldung (1539), Hessisches Landesmuseum, Darmstadt.
- Véronèse, musée de Grenoble.
- Jacob Cornelisz van Oostsanen (1507), Cassel.
- Bronzino (1531), Casa Buonarroti, Florence et Musée du Louvre, Paris.
- Hans Memling (1480), Alte Pinakothek, Munich.
- Giovanni Paolo Lomazzo, Pinacoteca Civica, Venise.
- Andrea del Sarto, San Salvi Museo, Florence.
- Eustache Le Sueur, musée de Grenoble.
- Le Bernin, église Santi Domenico e Sisto de Rome.
- Maurice Denis (1895-1896), musée départemental Maurice-Denis « Le Prieuré ».
- Le Greco (1541-1614), musée du Prado, Madrid.
- Alexandre Ivanov (1806-1858), musée russe, Saint- Pétersbourg.

## Dans la philosophie, la littérature, le théâtre, le cinéma et la critique
- Jean-François Sivadier, pièce de théâtre Noli me tangere,  2011.
- Marianne Alphant, Guy Lafon, Daniel Arasse, L'Apparition à Marie-Madeleine : noli me tangere, Desclée de Brouwer, 2001.
- Jean-Luc Nancy, Noli me tangere. Essai sur la levée du corps, Paris, Bayard, 2003.
- Pierre Le Coz, L'Europe et la Profondeur, Éd. Loubatières, 2007.
- Georges Didi-Huberman, Fra Angelico : Dissemblance et figuration, Flammarion, 1995.
- Jacques Rivette : Out 1 : Noli me tangere, film, 1971[2].
- Andrea Camilleri, Noli me tangere, roman, 2016.
- Gilles Lapouge, Dictionnaire amoureux du Brésil, 2011, p.548.
- Marcel Proust, « Du côté de chez Swann », p.402
- Marguerite Yourcenar : Marie-Madeleine ou le Salut, Feux, 1936.

## Voir également
- Vie du Christ dans l'art
- Résurrection de Jésus
- Résurrection